# Малютин, Александр Станиславович
Алекса́ндр Станисла́вович Малю́тин (4 февраля 1964, Новочеркасск, Ростовская область — 10 июня 2024, Москва) — российский журналист, главный редактор газеты «Известия» с августа по декабрь 2013 года, занимал ту же должность с апреля 2011 по июнь 2012 года. Автор проекта Rybo.ru.

## Биография
Родился 4 февраля 1964 года в Новочеркасске. Согласно личным данным, выложенным в социальной сети «ВКонтакте», школу он окончил уже в Ленинграде в 1981 году.
В 1986 году окончил математико-механический факультет Ленинградского государственного университета имени А. А. Жданова, где он специализировался на кафедре статистического моделирования.
Затем Малютин окончил также Военную академию тыла и транспорта. В 1986—1992 годах находился на военной службе.
В конце 1992 года пришёл на работу в издательский дом «Коммерсантъ». Сначала он был внештатным корреспондентом, писавшим материалы о компьютерном бизнесе. Впоследствии вошёл в штат, стал корреспондентом, специальным корреспондентом, обозревателем «по тематике большого бизнеса и его взаимоотношений с властью». Работал в отделе экономической политики под руководством Владислава Бородулина.
Летом 1999 года «Коммерсантъ» был фактически куплен через подставную фирму предпринимателем Борисом Березовским, после чего «команда Бородулина» решила покинуть издательский дом. В начале того же года Антон Носик при участии Фонда эффективной политики Глеба Павловского на деньги нефтяной компании «ЮКОС» создал новостной сайт Газета.Ru, который в сентябре был передан команде во главе с Бородулиным. В этом интернет-издании Малютин стал редактором отдела бизнеса и финансов.
В 2003 году Малютин перешёл на работу в проект, готовивший русскую версию журнала Forbes. Издателем версии выступил издательский дом Axel Springer Russia, директором по редакционным вопросам которого был основатель газеты «Ведомости» Леонид Бершидский. Главным редактором журнала стал известный журналист Пол Хлебников (убит в июле 2004 года). Первый номер «русского Forbes» вышел в апреле 2004 года. Малютин работал в журнале редактором, а затем заместителем главного редактора (в августе 2004 года журнал возглавил Максим Кашулинский). Известно, что в русской версии Forbes Малютин занимался, в частности, составлением рейтинга двухсот крупнейших непубличных российских компаний.
В июле 2005 года Малютин был назначен первым заместителем главного редактора делового аналитического журнала SmartMoney, первый номер которого вышел в марте 2006 года. Главным редактором SmartMoney стал Бершидский. В феврале 2007 года Бершидский ушёл из журнала и стал управляющим директором инвестбанка «КИТ Финанс», после чего пост главного редактора SmartMoney занял Малютин. Как указывали впоследствии сотрудники самого SmartMoney, новый глава журнала значительно изменил его облик, сделав издание менее элитарным, набор тем более актуальным, организовав специальные выпуски и изменив дизайн. Однако в результате наступившего в мире финансового кризиса к 2009 году рекламные доходы SmartMoney значительно снизились, и в мае 2009 года выпуск журнала был прекращён.
После закрытия SmartMoney Малютин несколько месяцев проработал в принадлежавшем миллиардеру Владимиру Лисину издании «Газета» (интернет-версия — GZT.Ru) в должности заместителя главного редактора и руководителя блока «Бизнес» (главредом «Газеты» был Сергей Муравьев).
В декабре 2009 года в связи с финансовым кризисом было принято решение отказаться от выпуска печатной версии «Газеты». Тогда же Малютин уволился из её редакции и перешёл на работу в издательский дом «Ньюс Медиа-Рус», которым владел известный издатель таблоидов Арам Габрелянов. На новом месте Малютину было поручено создание делового интернет-издания на сайте marker.ru. Уже в марте 2010 года в интернете появилась деловая газета «Маркер». Как указывал Малютин, который стал её главным редактором, новое сетевое издание рассчитывало, в первую очередь, на «эксклюзив» («Мы будем строить проект на собственной информации», — отмечал он). Кроме того, новый главред проявил себя как активный борец с публикацией информации, взятой из других источников без их указания. Менее чем через полгода после запуска газеты в «Маркере» наблюдалось значительное увеличение количества материалов, что вынудило издателей изменить её дизайн. Уже в конце года Малютин заявил, что достиг основных целей — «собрать сильную команду, сопоставимую с тем же „Слоном“ или „Ведомостями“» и «не уступать по уровню сенсационности первым полосам „Ведомостей“ и полосе, открывающей деловой блок „Коммерсанта“».
6 ноября 2010 года, на следующий день после резонансного нападения на журналиста Олега Кашина, Малютин стал одним из первых подписавших «Обращение журналистов к Президенту РФ Дмитрию Медведеву». Авторы обращения указывали, что власть несёт прямую ответственность за безопасность работы СМИ, и призывали довести до конца расследования как этого нападения, так и покушения на Михаила Бекетова и убийства Анны Политковской.
В декабре 2010 года Малютин покинул пост главного редактора «Маркера» и вернулся в русскую версию Forbes. С нового года он стал заместителем главного редактора, которым оставался Кашулинский. Но во второй раз в журнале Малютин проработал лишь несколько месяцев. В феврале 2011 года владелец «Ньюс Медиа-Рус» Габрелянов был назначен заместителем генерального директора холдинга «Национальная медиагруппа» (НМГ), контролировавшегося совладельцем и председателем совета директоров банка «Россия» Юрием Ковальчуком. При этом Габрелянов должен был, в частности, курировать одну из старейших российских общественно-политических газет «Известия», ставшую для НМГ убыточной. 21 апреля того же года Габрелянов возглавил совет директоров «Известий», а главным редактором газеты был назначен Малютин.
В день назначения Малютина главредом «Известий» он подтвердил, что на него возложена задача произвести существенные изменения в газете. В частности, он сообщил, что должен сделать «Известия» «более деловым изданием». Спустя несколько дней было объявлено, что редакция «Известий» скоро покинет здание на Пушкинской площади, поскольку оно «не приспособлено для выпуска современной газеты» (в нём «Известия» размещались с 1926 года). Позднее стало известно, что редакция газеты переедет в новый офис на Пятой улице Ямского поля.
5 июня 2011 года права на издание газеты были переданы от ОАО «Редакция газеты „Известия“» ООО «Айньюс», которое контролировал Габрелянов. В это же время штат газеты был уменьшен на 60 процентов, что вызвало возмущение журналистов. Коллектив газеты обратился с открытым письмом в СМИ, в котором утверждалось, что редакция газеты не была надлежащим образом извещена о происходивших изменениях, а Малютин, хотя и исполнял обязанности главного редактора, формально таковым не являлся, поскольку де-юре не вступил в эту должность в ОАО «Редакция газеты „Известия“». События в «Известиях» вызвали значительный резонанс; о своей обеспокоенности ситуацией заявило руководство Союза журналистов России. О разрешении конфликта было объявлено в том же месяце: «Айньюс» пообещала работникам, покидающим газету, выплатить заработную плату и компенсацию в общей сумме около двух миллионов долларов. В прессе отмечали, что после вхождения в «Ньюс Медиа» «Известия» покинули две трети сотрудников, причём некоторые из них заявили, что положенных компенсаций им выплачено не было.
В мае 2012 года СМИ писали о планах Габрелянова интегрировать работу редакции «Известий» и других изданий холдинга «Ньюc медиа», включая скандально известный своей «желтизной» портал Life News. Малютин высказался против объединений редакций и в следующем месяце покинул пост главного редактора «Известий», объяснив свой уход несогласием с политикой Габрелянова.
После этого он возобновил сотрудничество с Forbes, работая там колумнистом.
6 августа 2013 года Малютин снова стал главным редактором «Известий».
4 декабря 2013 года он перешёл на должность редакционного директора, оставшись в «Известиях» с задачей создать службу аналитики и расследований.
Малютин вёл собственный блог в «Живом журнале» (abvgd.livejournal.com). Кроме того, там же он вёл блог zakupki-news.livejournal.com, созданный им для того, чтобы «информировать о госзакупках всех, кому это интересно, и способствовать наведению порядка в этой сфере».
Умер 10 июня 2024 года в возрасте 60 лет. Причиной смерти стали последствия перенесённого инсульта. 2 июня Малютина экстренно доставили в больницу Зеленограда.
Малютин был женат.

## Сервис Rybo.ru
В марте 2013 года вместе с адвокатом Дмитрием Дмитриевым запустил сервис Rybo.ru, позволяющий вести поиск по судебным делам.